# Ə
Das Ə, Kleinbuchstabe ə  (Handschrift: Эə), auch Kopfstand-E, ist ein Buchstabe, der in der lateinschriftlichen Form des Aserbaidschanischen und einigen Minderheitensprachen in Aserbaidschan, wie Tatisch, Udisch und Talyschisch, in heute nicht mehr gebräuchlichen lateinischen Alphabeten der frühen Sowjetunion, z. B. Kildinsamisch, zur Schreibung des deutschen Dialektes Gottscheerisch und nur in der Kleinform im Internationalen Phonetischen Alphabet (IPA) vorkommt.
Der Buchstabe wird auch lateinisches Schwa genannt, obwohl dies nicht in allen Sprachen dem damit ausgedrückten Phonem entspricht. Insbesondere im lateinischen Alphabet des Aserbaidschanischen, in dem es oft verwendet wird, umschreibt es das æ, das dem deutschen Umlaut ä entspricht.

## Geschichte
Das ə wurde als Kleinbuchstabe ursprünglich im 19. Jahrhundert für das IPA als gedrehtes kleines e entwickelt, um die verkürzte, leicht veränderte Aussprache zu symbolisieren, und Ende des 19. Jahrhunderts erstmals zur Schreibung des deutschen Dialektes Gottscheerisch als vollwertiger Buchstabe übernommen, Anfang des 20. Jahrhunderts auch für das wissenschaftliche Afrika-Alphabet. Im Zuge der Latinisierung in der Sowjetunion fast aller Landessprachen, außer der slawischen, der armenischen und der georgischen in den 1920er Jahren wurde es für das einheitliche lateinische Alphabet Jaꞑalif flächendeckend verbreitet. Als diese Lateinalphabete Ende der 1930er Jahre durch die kyrillische Schrift ersetzt wurden, übertrug man den Buchstaben als kyrillischen Buchstaben Ә in einige Minderheitensprachen, wo er bis heute, z. B. im Tatarischen, verwendet wird. Mit Wiedereinführung lateinischer Schreibungen für einige Turksprachen nach dem Zerfall der Sowjetunion wurde der Buchstabe für das Aserbaidschanische wieder in die lateinische Schrift zurückübertragen und von dort in einige Minderheitensprachen in Aserbaidschan übernommen.

## Phonologie
Im IPA, im Gottscheerischen und in den meisten frühsowjetischen Alphabeten auf Basis des Jaꞑalif steht ə für den mittleren Zentralvokal (Schwa), woher es seinen Namen hat. Im Kildinsamischen steht ə dagegen für einen hohen Zentralvokal; im Aserbaidschanischen repräsentieren Ə und ə den ungerundeten fast offenen Vorderzungenvokal [⁠æ⁠] (dem kurzen offenen ä im Deutschen ähnlich).